# 딕시 드렉스

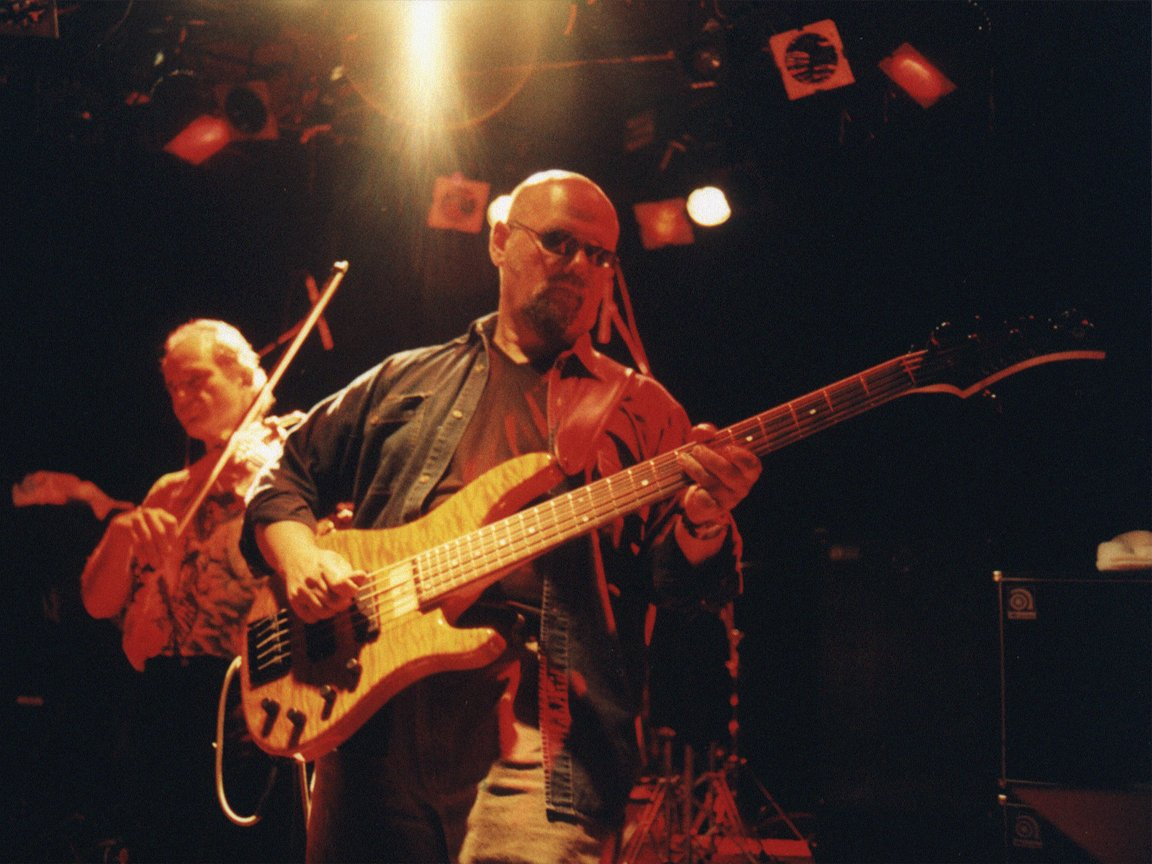
딕시 드렉스의 앤디 웨스트와 앨런 슬로언의 연주 모습(1999년)

딕시 드렉스(영어: Dixie Dregs)는 미국의 록 밴드이다. 스티브 모스가 1970년 대에 만든 그룹이다.